# Carl Hallsthammar
Carl Emil Hallsthammar (ursprungligen Andersson), född 13 juni 1894 i Berg utanför Hallstahammar i Västmanland, död 12 februari 1977, var en svensk-amerikansk träsnidare.
Han var son till arrendatorn Karl Johan Andersson och Emma Kristina Olsson samt från 1930 gift med Märta Lundgren. Han började snida föremål redan som barn och hans arbeten uppmärksammades av Gunnar Pers och fick av honom både undervisning och uppmuntran att fortsätta sina studier och utveckla sina färdigheter. Under några års sommarmånader fick han ytterligare vägledning av Anders Zorn i Mora. Efter att han med framgång ställt ut sina trägubbar i Stockholm 1923 reste han till Amerika 1924 där han medverkade i de svensk-amerikanska utställningarna i Chicago. För den amerikanska publiken blev hans gubbar en helt ny Döderhultar-genre. Vid en amerikansk utställning 1926 prisbelönades han och fick positiva omnämnande i tidningsreferaten. Ett större genombrott kom när han utförde de sammanhängande figurgrupperna After-Dinner-Speaker, Veteraner från inbördeskriget, Kyrkokollekten samt Spirit of the West som köptes in av ett konstmuseum i Los Angeles. I stort format utförde han i rött körsbärsträ skulpturen Venus Playing Tennis som 1937 inbragte honom Frank Logan-priset och en guldmedalj. Hallsthammar är representerad vid ett dussintal amerikanska konstmuseer. I Chicago startade han 1934 en konstskola för träsnideri och träskulptur.